# Tufan Ersöz
Mehmet Tufan Ersöz (Smirne, 2 ottobre 1980) è un ex cestista turco.